# 불가능주의

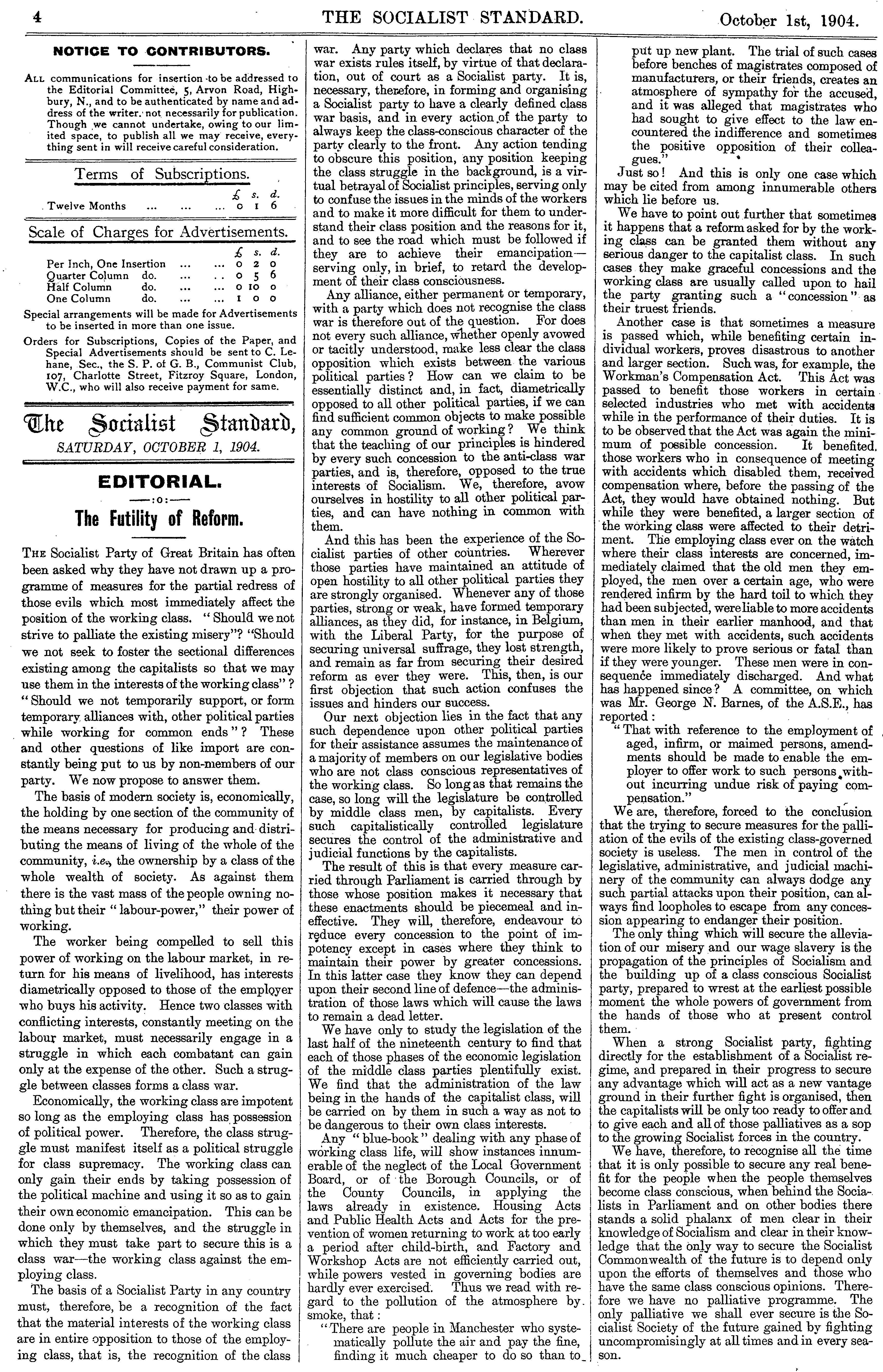

불가능주의(프랑스어: Impossibilisme, 영어: Impossibilism)는 자본주의 체제 내에서의 사회 개량은 한계가 있기 때문에 영구적인 사회 개량은 불가능하다고 주장하는 사회주의적 이론이며, 사회주의와 자본주의 경제에서 정치, 경제, 사회 개혁의 제한된 가치를 강조한 마르크스주의 해석에서 새로운 이론과 그에 상응한 전략이다. 불가능주의론자들은 "사회개량주의 분파들은 자본주의 체제라는 구체제를 연장하기 위해 기존 체제 내에서 복지를 증대했고, 결국 이는 사회주의의 제일 중요한 가치인 혁명을 존재가치에서 제외했다."는 주장을 펼쳤다.
이들은 구조적 변화가 일어나지 않은 자본주의 내에서의 점진적 사회주의를 실행하는 것 자체가 잘못된 생각이라고 주장했다. 적어도 이 과학적 사회주의 강령은 거의 모든 공산주의자들이 따랐지만, 제일 열정적으로 불가능주의를 주장하는 공산주의계 분파는 좌파공산주의자들이었다. 따라서 수정주의자들과 공산주의자들 간의 사상 논쟁에서 불가능주의에 해당하는 논쟁은 주로 좌파공산주의자들에 의해 주최되었다. 과학적 사회주의 분파가 불가능주의를 주장한 이유는 당시 사회개량주의 분파들이 구체제인 자본주의 체제 내에서 계급 투쟁을 약화시키고 자본가와의 협력을 도모함으로써, 공산주의자들의 혁명 활동을 무력화시키기 위해 개량적 사회주의 분파가 자본주의 체제 내에서의 사회 개량을 주장했다는 공산이 크다고 예상했기 때문이다.
불가능주의는 수많은 사상이 태동하던 19세기 후반, 20세기 초반에 여러 주류 논쟁거리는 매우 많았기 때문에 기타 여러 사상 논쟁 중에서 논외 거리로 남아있었지만, 당시 수정주의자들과 마르크스주의자들 간의 팽팽한 논쟁거리가 되었다. 같은 말로는 '개혁불가능론', '개량불가능론', '사회개량불가능론' 등등이 있다. '불가능주의'란 용어는 프랑스에서 처음으로 나타났고, 미국에서 최초로 직접 상용화되었다. 이후 불가능주의는 여러 좌파공산주의계 인물들(로자 룩셈부르크, 카를 슈뢰더, 허먼 고터 등등)에 의해 발전되었다. 이 불가능주의 운동은 반레닌주의와 함께 동반되며 민주집중제와 전위당 체계론에 반대한다. 또한 현대에서는 사회민주주의도 반대한다. 불가능주의는 일명 '가능주의(프랑스어: possibilisme)'의 대칭점에 서 있다고 보면 된다. 가능주의는 자본주의 체제 내에서 영구적인 사회 개량이 가능하다는 사회주의적 이론이다.

## 개요
현재도 불가능주의는 생디칼리슴 진영에서 크게 영향을 주고 있는 사회주의적 강령이다. 이 불가능주의의 최초로 상용화된 발상지는 미국이며, 1900년 미국의 마르크스주의 이론가인 다니엘 드 레온에 의해 도입부에서 큰 영향을 받았다. 이 때문에 현대에서의 불가능주의는 레온주의와 깊게 연관되어있다.
1900년 파리 제2인터내셔널 회의에서의 게드주의를 표방하는 마르크스주의자들은 자본주의자들과 연대를 도모하려는 사회개량주의파들의 행동 양상을 기회주의라고 비판했다. 그들은 자본주의 체제 내에서의 영구적인 사회 개량인 불가능할 것이라고 보았고, 수정주의자들의 자본주의 개량론은 계급 투쟁을 악화시키고 프롤레타리아 혁명을 방해한다고 보았다. 이에 대응해 마르크스주의자들은 자본주의 내에서의 영구적인 사회 개량이 불가능하다는 의미에서 '불가능주의'를 처음으로 용어화했다. 그리고 수정주의자들을 가능주의자라고 묘사했다.

### 불가능주의 정당
미국에서 대표적으로 레온주의를 표방하던 사회주의노동당은 최초로 불가능주의를 정치적 강령으로 내걸었다. 그 후부터 유럽 전역에서도 불가능주의 정당이 퍼졌는데 유럽에서 대표적인 불가능주의 정당으론 프랑스 노동당이 있다. 프랑스 노동당은 19세기 후반에서 20세기 초 프랑스 불가능주의 운동의 대표적인 정당이었으며 당시 프랑스 불가능주의 선구자이자 게드주의의 창시자인 쥘 게드(프랑스어: Jules Guesde)은 1890년대 프랑스 의원 생활도 했었다. 1908년부터 불가능주의의 열기는 점차 사그라들면서 1920년 프랑스 노동당은 프랑스 공산당에 흡수되었다.

## 같이 보기
- 반레닌주의
- 마르크스주의
- 카를 카우츠키
- 자유지상주의적 사회주의
- 가능주의
- 미국 무산계급당
- 수정주의
- 과학적 사회주의
- 영국 사회당
- 캐나다 사회당
- 사회주의
- 프랑스 노동당
- 미국 사회주의 노동당